# Allograpta strigifacies
Allograpta strigifacies är en tvåvingeart som först beskrevs av Günther Enderlein 1938.  Allograpta strigifacies ingår i släktet Allograpta och familjen blomflugor. Inga underarter finns listade i Catalogue of Life.